# The Guess Who

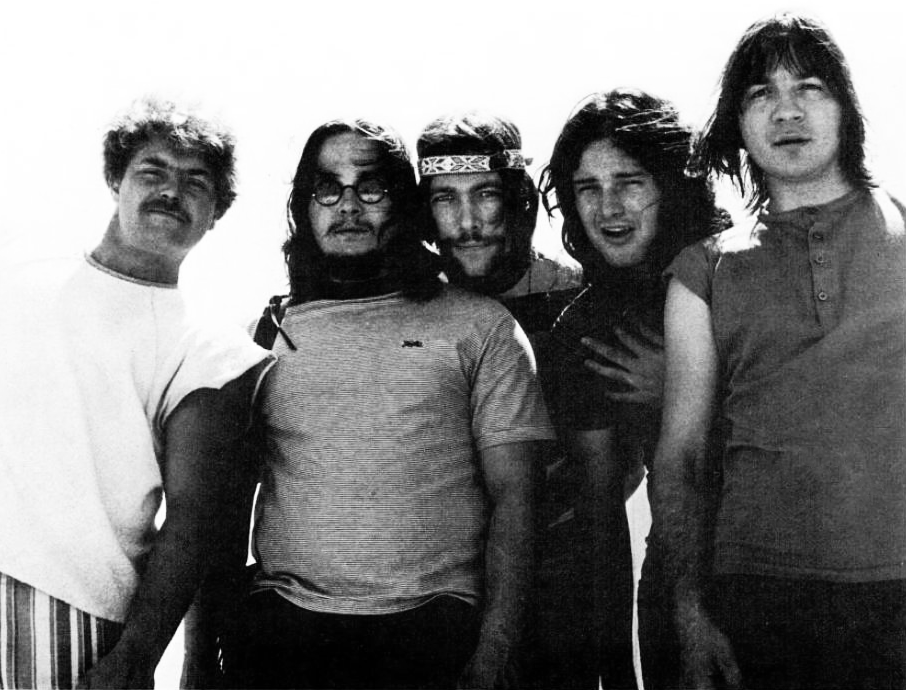
The Guess Who 1970.

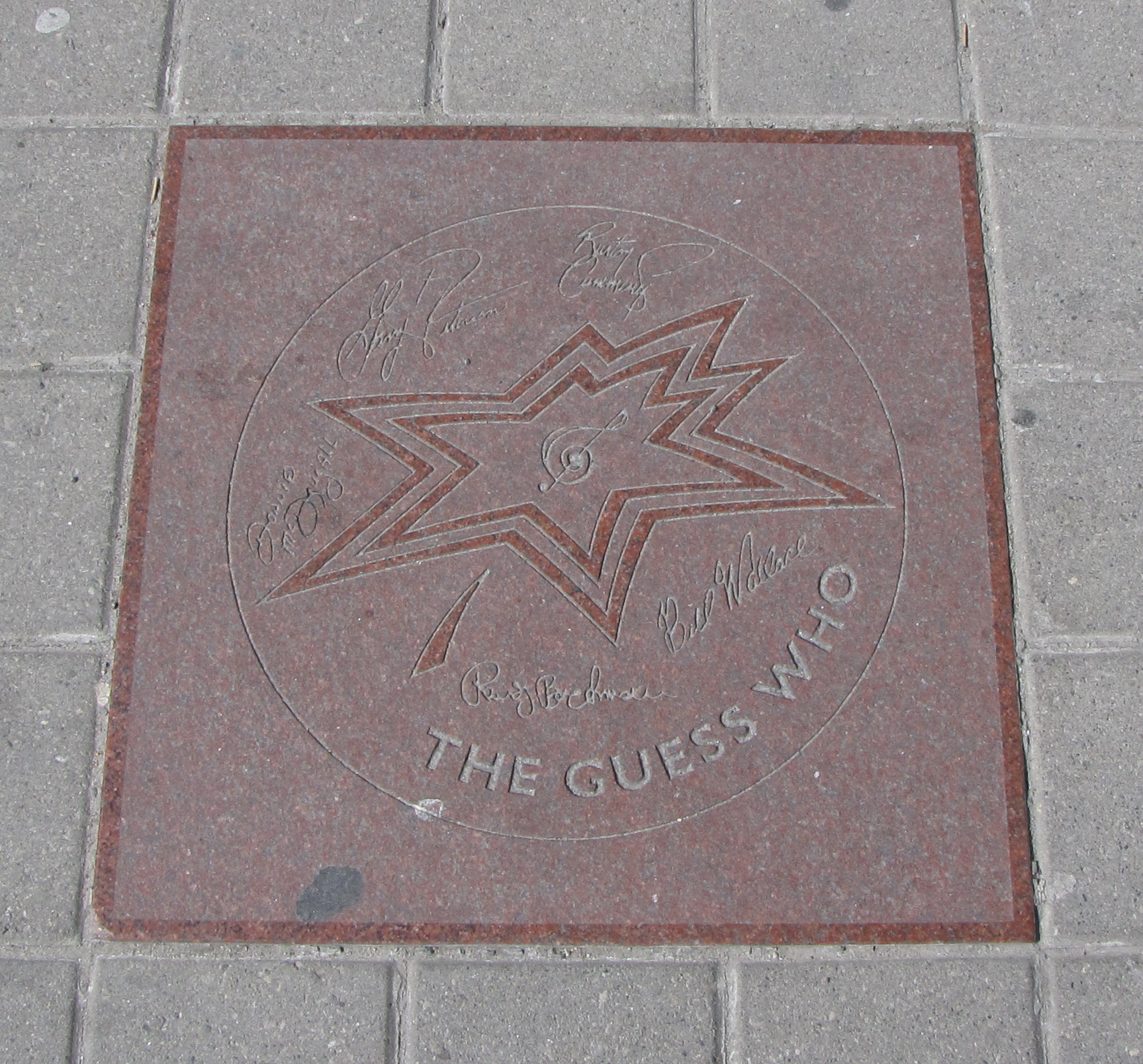
The Guess Who-stjärnan på Walk of Fame.

The Guess Who är ett kanadensiskt rockband bildat i Winnipeg, Manitoba, år 1963. De hade hits runt om i världen på 1960-talet och 1970-talet, men det var i sitt hemland som de var mest populära.
Bandet bildades av sångaren Chad Allan och gitarristen Randy Bachman. I övrigt bestod gruppen av basisten Jim Kale, pianisten Bob Ashley samt trummisen Garry Peterson. Gruppen gick tidigare under namnet The Expressions, men deras skivbolag ville utnyttja British Invasion-yran som rådde och lät gruppen gå under namnet "The Guess Who" (vilket var ett utnyttjande av The Whos popularitet). Gruppnamnet fastnade dock, och efter sin första större framgång, en cover på "Shakin All Over" 1965 var namnet självklart.
Kort efter detta ersattes Ashley av Burton Cummings på keyboard. Cummings tog även över som sångare då Allan slutat år 1966. Åren gick och 1969 fick man en stor hit med "These Eyes", och 1970 kom gruppens största framgång "American Woman". Gruppen hade nu ändrat stil och spelade mer hårdrock än tidigare. "American Woman" blev lite ironiskt gruppens populäraste låt i USA, trots sin kritik av landet.
Bachman hade i samma veva konverterat till mormonism, och då passade det sig inte att hålla på med rockmusik (eller rättare sagt droglivet som hörde till). Han lämnade gruppen sommaren 1970. Hans ersättare blev Kurt Winter och Greg Leskiw. Denna uppsättning av gruppen fick en hit samma år med "Share the Land". År 1974 var sista gången gruppen sågs på tio-i-topp listorna. Året därpå bröt man upp. Sångaren Burton Cummings inledde en framgångsrik solokarriär, och Randy Bachman bildade senare bandet Bachman-Turner Overdrive.
År 1983 återförenades den mest uppskattade uppsättningen av gruppen (Cummings, Bachman, Kale och Peterson), och sedan dess har olika originalmedlemmar turnerat tillsammans med andra musiker under gruppnamnet. År 2000 gjordes en bejublad konsertturné i Kanada.
Bachman och Cummings har återupptagit samarbetet, och år 2006 släppte de en CD med namnet Bachman Cummings Songbook, en sorts "best of" med låtar från The Guess Who, BTO och Burton Cummings solokarriär.
År 2007 släppte Bachman och Cummings en CD kallad Jukebox, som innehåller cover-versioner av de båda herrarnas favoritlåtar från 1960-talet. CD:n innehåller också en ny version av The Guess Whos megahit "American Woman". Parallellt med skivsläppet turnerade Bachman och Cummings under 2007.

## Diskografi, album
- 1965 – Shakin' All Over
- 1965 – Hey Ho (What You Do To Me)
- 1966 – It's Time
- 1968 – The Guess Who
- 1968 – A Wild Pair (Capitol) [split album w/The Staccatos]
- 1968 – Wheatfield Soul
- 1969 – Canned Wheat
- 1969 – Born In Canada
- 1969 – The Guess Who?
- 1970 – American Woman
- 1970 – Share the Land
- 1971 – Guess Who Play The Guess Who
- 1971 – The Best Of The Guess Who
- 1971 – So Long, Bannatyne
- 1972 – Shakin' All Over [re-issue]
- 1972 – The Guess Who Live At The Paramount
- 1972 – The History Of The Guess Who
- 1972 – Rockin'
- 1972 – Wild One
- 1973 – The Best Of The Guess Who
- 1973 – Artificial Paradise
- 1973 – #10
- 1973 – Superpak
- 1974 – Road Food
- 1974 – The Best Of The Guess Who Vol. II
- 1974 – Flavours
- 1975 – Power In The Music
- 1976 – The Way They Were
- 1977 – The Greatest Hits Of The Guess Who
- 1981 – Now And Not Then
- 1984 – Together Again
- 1985 – K-Tel Presents the Guess Who - 20 Original Hits
- 1986 – The Best Of The Guess Who Live
- 1988 – Track Record: The Guess Who Collection
- 1995 – The Lonely One
- 1997 – The Guess Who: The Ultimate Collection
- 1998 – The Spirit Lives On (Greatest Hits Live)
- 1999 – Greatest Hits [RCA]
- 2001 – Running Back Thru Canada
- 2001 – This Time Long Ago
- 2001 – Shakin' All Over!
- 2004 – Extended Versions / The Encore Collection